# Bareilly
Bareilly è una suddivisione dell'India, classificata come municipal corporation, di 699.839 abitanti, capoluogo del distretto di Bareilly e della divisione di Bareilly, nello stato federato dell'Uttar Pradesh. In base al numero di abitanti la città rientra nella classe I (da 100.000 persone in su).

## Geografia fisica
La città è situata a 28° 21' 0 N e 79° 25' 0 E e ha un'altitudine di 165 m s.l.m..

## Società

### Evoluzione demografica
Al censimento del 2001 la popolazione di Bareilly assommava a 699.839 persone, delle quali 368.022 maschi e 331.817 femmine. I bambini di età inferiore o uguale ai sei anni assommavano a 102.685, dei quali 54.516 maschi e 48.169 femmine. Infine, coloro che erano in grado di saper almeno leggere e scrivere erano 375.114, dei quali 212.027 maschi e 163.087 femmine.